# Deuxième circonscription de la Vendée
La deuxième circonscription de la Vendée est une division électorale française du département de la Vendée pour les élections législatives.

## Histoire
La circonscription est créée par l’ordonnance du 13 octobre 1958 relative à l’élection des députés à l’Assemblée nationale. Elle regroupe à l’origine les communes des cantons de Chaillé-les-Marais, Fontenay-le-Comte, L’Hermenault, Luçon, Maillezais, Moutiers-les-Mauxfaits, Saint-Hilaire-des-Loges, Sainte-Hermine et Talmont (devenu Talmont-Saint-Hilaire en 1974).
Par la loi du 10 juillet 1985 modifiant le Code électoral et relative à l’élection des députés, la circonscription est supprimée afin de permettre une représentation proportionnelle par département dans le cadre des élections législatives de 1986.
Deux nouvelles lois, celle du 11 juillet 1986 relative à l’élection des députés et autorisant le gouvernement à délimiter par ordonnance les circonscriptions électorales et celle du 24 novembre 1986 relative à la délimitation des circonscriptions pour l’élection des députés, recréent la circonscription. À partir de ce découpage, elle comprend les communes des cantons de Chantonnay, Mareuil-sur-Lay-Dissais, La Mothe-Achard, Moutiers-les-Mauxfaits, La Roche-sur-Yon-Sud et Talmont-Saint-Hilaire,.
Comme les autres circonscriptions du département de la Vendée, elle n’est pas concernée par le découpage de circonscriptions législatives introduit par l’ordonnance du 29 juillet 2009 portant répartition des sièges et délimitation des circonscriptions pour l’élection des députés.
À la suite de la loi du 17 mai 2013 relative à l’élection des conseillers départementaux, des conseillers municipaux et des conseillers communautaires, et modifiant le calendrier électoral et du décret du 17 février 2014 portant délimitation des cantons dans le département de la Vendée,, le découpage des cantons ne correspond plus nécessairement aux limites des circonscriptions ; selon la décision dite « Hyest » du 21 mai 2014 du Conseil d’État, « aucun texte n’impose que les limites des cantons coïncident avec celles des arrondissements, ni avec celles d’autres circonscriptions électorales ou subdivisions administratives ». Depuis le 2 avril 2015, la circonscription recouvre donc l’intégralité du canton de La Roche-sur-Yon-2 et partiellement ceux de Chantonnay, Mareuil-sur-Lay-Dissais, La Roche-sur-Yon-1 et Talmont-Saint-Hilaire.

Évolution du territoire de la deuxième circonscription depuis 1958
Découpage de 1986 (depuis 1988).
Découpage de 1958 (1958-1981).

## Composition
| Nom                          | Code Insee | Intercommunalité                                    | Superficie (km2) | Population (dernière pop. légale) | Densité (hab./km2) |
| ---------------------------- | ---------- | --------------------------------------------------- | ---------------- | --------------------------------- | ------------------ |
| Les Achards                  | 85152      | Pays-des-Achards                                    | 30,45            | 4 925 (2015)                      | 162                |
| Angles                       | 85004      | CC Vendée-Grand-Littoral                            | 34,27            | 2 759 (2015)                      | 81                 |
| Aubigny-Les Clouzeaux        | 85008      | CA La Roche-sur-Yon - Agglomération                 | 52,28            | 6 285 (2015)                      | 120                |
| Avrillé                      | 85010      | CC Vendée-Grand-Littoral                            | 25,03            | 1 374 (2015)                      | 55                 |
| Beaulieu-sous-la-Roche       | 85016      | Pays-des-Achards                                    | 25,77            | 2 185 (2015)                      | 85                 |
| Le Bernard                   | 85022      | CC Vendée-Grand-Littoral                            | 27,37            | 1 215 (2015)                      | 44                 |
| Bessay                       | 85023      | CC Sud-Vendée-Littoral                              | 10,79            | 427 (2015)                        | 40                 |
| La Boissière-des-Landes      | 85026      | CC Vendée-Grand-Littoral                            | 23,74            | 1 369 (2015)                      | 58                 |
| Bournezeau                   | 85034      | CC du Pays-de-Chantonnay                            | 60,49            | 3 305 (2015)                      | 55                 |
| La Bretonnière-la-Claye      | 85036      | CC Sud-Vendée-Littoral                              | 16,48            | 589 (2015)                        | 36                 |
| La Chaize-le-Vicomte         | 85046      | CA La Roche-sur-Yon - Agglomération                 | 49,51            | 3 708 (2015)                      | 75                 |
| Le Champ-Saint-Père          | 85050      | CC Vendée-Grand-Littoral                            | 24,67            | 1 840 (2015)                      | 75                 |
| Chantonnay                   | 85051      | CC du Pays-de-Chantonnay                            | 82,91            | 8 279 (2015)                      | 100                |
| La Chapelle-Hermier          | 85054      | Pays-des-Achards                                    | 18,14            | 909 (2015)                        | 50                 |
| Château-Guibert              | 85061      | CC Sud-Vendée-Littoral                              | 35,16            | 1 553 (2015)                      | 44                 |
| Corpe                        | 85073      | CC Sud-Vendée-Littoral                              | 17,10            | 1 070 (2015)                      | 63                 |
| La Couture                   | 85074      | CC Sud-Vendée-Littoral                              | 7,03             | 214 (2015)                        | 30                 |
| Curzon                       | 85077      | CC Vendée-Grand-Littoral                            | 5,90             | 493 (2015)                        | 84                 |
| La Faute-sur-Mer             | 85307      | CC Sud Vendée Littoral                              | 6,94             | 671 (2015)                        | 97                 |
| Fougeré                      | 85093      | CA La Roche-sur-Yon - Agglomération                 | 26,89            | 1 180 (2015)                      | 44                 |
| Le Girouard                  | 85099      | Pays-des-Achards                                    | 25,51            | 1 009 (2015)                      | 40                 |
| Le Givre                     | 85101      | CC Vendée-Grand-Littoral                            | 12,42            | 485 (2015)                        | 39                 |
| Grosbreuil                   | 85103      | CC Vendée-Grand-Littoral                            | 36,33            | 2 149 (2015)                      | 59                 |
| Jard-sur-Mer                 | 85114      | CC Vendée-Grand-Littoral                            | 16,57            | 2 642 (2015)                      | 159                |
| La Jonchère                  | 85116      | CC Vendée-Grand-Littoral                            | 11,50            | 430 (2015)                        | 37                 |
| Landeronde                   | 85118      | CA La Roche-sur-Yon - Agglomération                 | 17,96            | 2 275 (2015)                      | 127                |
| Longeville-sur-Mer           | 85127      | CC Vendée-Grand-Littoral                            | 38,05            | 2 473 (2015)                      | 65                 |
| Mareuil-sur-Lay-Dissais      | 85135      | CC Sud-Vendée-Littoral                              | 25,65            | 2 806 (2015)                      | 109                |
| Marinet                      | 85138      | Pays-des-Achards                                    | 18,40            | 1 085 (2015)                      | 59                 |
| Nieul-le-Dolent              | 85161      | Pays-des-Achards                                    | 28,02            | 2 457 (2015)                      | 88                 |
| Moutiers-les-Mauxfaits       | 85156      | CC Vendée-Grand-Littoral                            | 9,23             | 2 093 (2015)                      | 227                |
| Moutiers-sur-le-Lay          | 85157      | CC Sud-Vendée-Littoral                              | 18,28            | 737 (2015)                        | 40                 |
| Nesmy                        | 85160      | CA La Roche-sur-Yon - Agglomération                 | 24,52            | 2 832 (2015)                      | 115                |
| Péault                       | 85171      | CC Sud-Vendée-Littoral                              | 9,09             | 592 (2015)                        | 65                 |
| Les Pineaux                  | 85175      | CC Sud-Vendée-Littoral                              | 17,44            | 620 (2015)                        | 36                 |
| Poiroux                      | 85179      | CC Vendée-Grand-Littoral                            | 25,38            | 1 069 (2015)                      | 42                 |
| Rochetrejoux                 | 85192      | CC du Pays-de-Chantonnay                            | 10,92            | 929 (2015)                        | 85                 |
| La Roche-sur-Yon-2           | 85191      | La Roche-sur-Yon-Agglomération (fraction communale) | 52,39            | 28 164 (2015)                     | 538                |
| Rosnay                       | 85193      | CC Sud-Vendée-Littoral                              | 14,11            | 610 (2015)                        | 43                 |
| Sainte-Flaive-des-Loups      | 85211      | Pays-des-Achards                                    | 36,28            | 2 362 (2015)                      | 65                 |
| Sainte-Pexine                | 85261      | CC Sud-Vendée-Littoral                              | 15,76            | 246 (2015)                        | 16                 |
| Saint-Avaugourd-des-Landes   | 85200      | CC Vendée-Grand-Littoral                            | 20,85            | 1 042 (2015)                      | 50                 |
| Saint-Benoist-sur-Mer        | 85201      | CC Vendée-Grand-Littoral                            | 15,53            | 449 (2015)                        | 29                 |
| Saint-Cyr-en-Talmondais      | 85206      | CC Vendée-Grand-Littoral                            | 13,91            | 372 (2015)                        | 27                 |
| Rives-de-l’Yon               | 85213      | CA La Roche-sur-Yon - Agglomération                 | 54,26            | 4 148 (2015)                      | 76                 |
| Saint-Georges-de-Pointindoux | 85218      | Pays-des-Achards                                    | 15,64            | 1 637 (2015)                      | 105                |
| Saint-Germain-de-Prinçay     | 85220      | CC du Pays-de-Chantonnay                            | 24,34            | 1 515 (2015)                      | 62                 |
| Saint-Hilaire-la-Forêt       | 85231      | CC Vendée-Grand-Littoral                            | 10,88            | 831 (2015)                        | 76                 |
| Saint-Hilaire-le-Vouhis      | 85232      | CC du Pays-de-Chantonnay                            | 28,91            | 1 040 (2015)                      | 36                 |
| Saint-Julien-des-Landes      | 85236      | Pays-des-Achards                                    | 28,45            | 1 652 (2015)                      | 58                 |
| Saint-Mathurin               | 85250      | CA Les Sables-d'Olonne-Agglomération                | 23,51            | 2 225 (2015)                      | 95                 |
| Saint-Prouant                | 85266      | CC du Pays-de-Chantonnay                            | 12,86            | 1 552 (2015)                      | 121                |
| Saint-Vincent-Sterlanges     | 85276      | CC du Pays-de-Chantonnay                            | 4,46             | 786 (2015)                        | 176                |
| Saint-Vincent-sur-Graon      | 85277      | CC Vendée-Grand-Littoral                            | 48,79            | 1 456 (2015)                      | 30                 |
| Saint-Vincent-sur-Jard       | 85278      | CC Vendée-Grand-Littoral                            | 14,65            | 1 309 (2015)                      | 89                 |
| Sigournais                   | 85282      | CC du Pays-de-Chantonnay                            | 18,30            | 873 (2015)                        | 48                 |
| Le Tablier                   | 85285      | CA La Roche-sur-Yon - Agglomération                 | 9,28             | 749 (2015)                        | 81                 |
| Talmont-Saint-Hilaire        | 85288      | CC Vendée-Grand-Littoral                            | 89,53            | 7 363 (2015)                      | 82                 |
| Thorigny                     | 85291      | CA La Roche-sur-Yon - Agglomération                 | 32,15            | 1 229 (2015)                      | 38                 |
| La Tranche-sur-Mer           | 85294      | CC Sud-Vendée-Littoral                              | 17,63            | 2 863 (2015)                      | 162                |

## Historique des députations
| Législature | Début de mandat | Fin de mandat  | Député              | Parti politique | Observations |
| ----------- | --------------- | -------------- | ------------------- | --------------- | --- |
| Ire         | 9 décembre 1958 | 9 octobre 1962 | Henri Caillemer     | CNIP            | Mandat écourté à la suite d'une dissolution parlementaire décidée par Charles de Gaulle. |
| IIe         | 6 décembre 1962 | 2 avril 1967   | Marcel Bousseau     | UNR             | |
| IIIe        | 3 avril 1967    | 30 mai 1968    | Marcel Bousseau     | UDR             | Mandat écourté à la suite d'une dissolution parlementaire décidée par Charles de Gaulle. |
| IVe         | 11 juillet 1968 | 1er avril 1973 | Marcel Bousseau     | UDR             | |
| Ve          | 2 avril 1973    | 2 avril 1978   | André Forens        | Union centriste | |
| VIe         | 3 avril 1978    | 22 mai 1981    | André Forens        | UDF             | Mandat écourté à la suite d'une dissolution parlementaire décidée par François Mitterrand. |
| VIIe        | 2 juillet 1981  | 1er avril 1986 | Pierre Métais       | PS              | |
| VIIIe       | 2 avril 1986    | 14 mai 1988    | Aucun               | Aucun           | Proportionnelle par département, pas de député par circonscription Proportionnelle par département, pas de député par circonscription. Mandat écourté à la suite d'une dissolution parlementaire décidée par François Mitterrand. |
| IXe         | 23 juin 1988    | 1er avril 1993 | Philippe Mestre     | UDF             | |
| Xe          | 2 avril 1993    | 21 avril 1997  | Philippe Mestre     | UDF             | Remplacé à partir du 2 mai 1993 par Léon Aimé (UDF) à la suite de sa nomination au gouvernement. Mandat écourté à la suite d'une dissolution parlementaire décidée par Jacques Chirac.                                            |
| XIe         | 12 juin 1997    | 18 juin 2002   | Dominique Caillaud  | LDI             | |
| XIIe        | 19 juin 2002    | 19 juin 2007   | Dominique Caillaud  | UMP             | |
| XIIIe       | 20 juin 2007    | 19 juin 2012   | Dominique Caillaud  | UMP             | |
| XIVe        | 20 juin 2012    | 20 juin 2017   | Sylviane Bulteau    | PS              | |
| XVe         | 21 juin 2017    | 7 juillet 2019 | Patricia Gallerneau | MoDem           | Décès. Suppléant de Patricia Gallerneau. |
| XVe         | 8 juillet 2019  | 21 juin 2022   | Patrick Loiseau     | LREM            | Décès. Suppléant de Patricia Gallerneau. |
| XVIe        | 22 juin 2022    | 9 juin 2024    | Béatrice Bellamy    | HOR             | Mandat écourté à la suite d'une dissolution parlementaire décidée par Emmanuel Macron. |
| XVIIe       | 8 juillet 2024  | En cours       | Béatrice Bellamy    | HOR             | |

## Historique des élections

### Élections de 1958
| Candidat       | Candidat            | Parti          | Premier tour | Premier tour | Second tour | Second tour |  |
| Candidat       | Candidat            | Parti          | Voix         | %            | Voix        | %           |  |
| -------------- | ------------------- | -------------- | ------------ | ------------ | ----------- | ----------- |  |
|                | Henri Caillemer élu | CNIP           | 21 671       | 43,48        | 30 753      | 63,45       |  |
|                | Pierre Nau          | Radcent        | 8 693        | 17,44        | 17 715      | 36,55       |  |
|                | André Forens        | UNR            | 8 689        | 17,43        | Retrait     | Retrait     |  |
|                | Roger Arnaud        | PCF            | 4 412        | 8,85         | Retrait     | Retrait     |  |
|                | Maurice Lardy       | UFF            | 3 227        | 6,47         | Retrait     | Retrait     |  |
|                | Robert Bailly       | SFIO           | 3 148        | 6,32         | Retrait     | Retrait     |  |
|                |                     |                |              |              |             |             |  |
| Inscrits       | Inscrits            | Inscrits       | 65 181       | 100,00       | 65 155      | 100,00      |  |
| Abstentions    | Abstentions         | Abstentions    | 14 146       | 21,7         | 15 636      | 24          |  |
| Votants        | Votants             | Votants        | 51 035       | 78,3         | 49 519      | 76          |  |
| Blancs et nuls | Blancs et nuls      | Blancs et nuls | 1 195        | 2,34         | 1 051       | 2,12        |  |
| Exprimés       | Exprimés            | Exprimés       | 49 840       | 97,66        | 48 468      | 97,88       |  |

Le suppléant de Henri Caillemer était René Tapon, agriculteur et arboriculteur, maire de Saint-Hilaire-du-Bois.

### Élections de 1962
| Candidat       | Candidat                | Parti          | Premier tour | Premier tour | Second tour | Second tour |  |
| Candidat       | Candidat                | Parti          | Voix         | %            | Voix        | %           |  |
| -------------- | ----------------------- | -------------- | ------------ | ------------ | ----------- | ----------- |  |
|                | Marcel Bousseau élu     | UNR-UDT        | 17 286       | 41,63        | 20 728      | 46,99       |  |
|                | Henri Caillemer sortant | CNIP           | 13 104       | 31,56        | 14 591      | 33,08       |  |
|                | Robert Bailly           | SFIO           | 5 761        | 13,87        | 8 795       | 19,94       |  |
|                | Roger Arnaud            | PCF            | 5 371        | 12,94        | Retrait     | Retrait     |  |
|                |                         |                |              |              |             |             |  |
| Inscrits       | Inscrits                | Inscrits       | 63 192       | 100,00       | 63 089      | 100,00      |  |
| Abstentions    | Abstentions             | Abstentions    | 20 062       | 31,75        | 17 907      | 28,38       |  |
| Votants        | Votants                 | Votants        | 43 130       | 68,25        | 45 182      | 71,62       |  |
| Blancs et nuls | Blancs et nuls          | Blancs et nuls | 1 608        | 3,73         | 1 068       | 2,36        |  |
| Exprimés       | Exprimés                | Exprimés       | 41 522       | 96,27        | 44 114      | 97,64       |  |

Le suppléant de Marcel Bousseau était Louis Bordron, cultivateur-exploitant, maire de Chasnais.

### Élections de 1967
| Candidat       | Candidat                      | Parti          | Premier tour | Premier tour | Second tour | Second tour |  |
| Candidat       | Candidat                      | Parti          | Voix         | %            | Voix        | %           |  |
| -------------- | ----------------------------- | -------------- | ------------ | ------------ | ----------- | ----------- |  |
|                | Marcel Bousseau sortant réélu | UD-Ve          | 23 681       | 48,39        | 27 455      | 56,81       |  |
|                | Pierre-Henri Maury            | FGDS (SFIO)    | 11 634       | 23,77        | 20 873      | 43,19       |  |
|                | Georges Mesmin                | CD (PDM)       | 7 129        | 14,57        | Retrait     | Retrait     |  |
|                | Roger Arnaud                  | PCF            | 6 491        | 13,26        | Retrait     | Retrait     |  |
|                |                               |                |              |              |             |             |  |
| Inscrits       | Inscrits                      | Inscrits       | 61 983       | 100,00       | 61 964      | 100,00      |  |
| Abstentions    | Abstentions                   | Abstentions    | 11 633       | 18,77        | 11 942      | 19,27       |  |
| Votants        | Votants                       | Votants        | 50 350       | 81,23        | 50 022      | 80,73       |  |
| Blancs et nuls | Blancs et nuls                | Blancs et nuls | 1 415        | 2,81         | 1 694       | 3,39        |  |
| Exprimés       | Exprimés                      | Exprimés       | 48 935       | 97,19        | 48 328      | 96,61       |  |

Le suppléant de Marcel Bousseau était Louis Bordron, exploitant agricole, maire de Chasnais.

### Élections de 1968
|                | Marcel Bousseau sortant réélu | UDR (URP)      | 29 734 | 60,72  |  |  |  |
|                | Pierre-Henri Maury            | FGDS (SFIO)    | 12 300 | 25,12  |  |  |  |
|                | Pierre Ruaud                  | PCF            | 4 609  | 9,41   |  |  |  |
|                | Paul Toublanc                 | PSU            | 2 324  | 4,75   |  |  |  |
|                |                               |                |        |        |  |  |  |
| Inscrits       | Inscrits                      | Inscrits       | 61 609 | 100,00 |  |  |  |
| Abstentions    | Abstentions                   | Abstentions    | 11 179 | 18,15  |  |  |  |
| Votants        | Votants                       | Votants        | 50 430 | 81,85  |  |  |  |
| Blancs et nuls | Blancs et nuls                | Blancs et nuls | 1 463  | 2,9    |  |  |  |
| Exprimés       | Exprimés                      | Exprimés       | 48 967 | 97,1   |  |  |  |

Le suppléant de Marcel Bousseau était Louis Bordron.

### Élections de 1973
| Candidat       | Candidat                | Parti                     | Premier tour | Premier tour | Second tour | Second tour |  |
| Candidat       | Candidat                | Parti                     | Voix         | %            | Voix        | %           |  |
| -------------- | ----------------------- | ------------------------- | ------------ | ------------ | ----------- | ----------- |  |
|                | André Forens élu        | Divers droite (Gaulliste) | 15 976       | 30,89        | 30 689      | 61,02       |  |
|                | Marcel Bousseau sortant | UDR (URP)                 | 14 444       | 27,92        | Retrait     | Retrait     |  |
|                | André Faucon            | PS (UGSD)                 | 8 945        | 17,29        | 19 605      | 38,98       |  |
|                | Odette Roux             | PCF                       | 6 841        | 13,23        | Retrait     | Retrait     |  |
|                | Joseph Careil           | CD (MR)                   | 3 145        | 6,08         |             |             |  |
|                | Jean Mallet             | PSU                       | 1 795        | 3,47         |             |             |  |
|                | Gaëtan Texier           | Divers droite             | 580          | 1,12         |             |             |  |
|                |                         |                           |              |              |             |             |  |
| Inscrits       | Inscrits                | Inscrits                  | 63 806       | 100,00       | 63 796      | 100,00      |  |
| Abstentions    | Abstentions             | Abstentions               | 10 782       | 16,9         | 11 980      | 18,78       |  |
| Votants        | Votants                 | Votants                   | 53 024       | 83,1         | 51 816      | 81,22       |  |
| Blancs et nuls | Blancs et nuls          | Blancs et nuls            | 1 298        | 2,45         | 1 522       | 2,94        |  |
| Exprimés       | Exprimés                | Exprimés                  | 51 726       | 97,55        | 50 294      | 97,06       |  |

Le suppléant d'André Forens était Léon Aimé, agriculteur, maire adjoint de Moutiers-les-Mauxfaits.
André Forens était membre du groupe Union Centriste.

### Élections de 1978
|                | André Forens sortant réélu | UDF (CDS)      | 32 964 | 54,61  |  |  |  |
|                | Claudine Garric            | PS             | 13 932 | 23,08  |  |  |  |
|                | Gérard Gréard              | PCF            | 8 904  | 14,75  |  |  |  |
|                | Françoise Chauveau         | LO             | 1 633  | 2,71   |  |  |  |
|                | Alexandre Texier           | Divers droite  | 1 487  | 2,46   |  |  |  |
|                | André Aubineau             | PSU (FA)       | 1 441  | 2,39   |  |  |  |
|                |                            |                |        |        |  |  |  |
| Inscrits       | Inscrits                   | Inscrits       | 72 688 | 100,00 |  |  |  |
| Abstentions    | Abstentions                | Abstentions    | 10 669 | 14,68  |  |  |  |
| Votants        | Votants                    | Votants        | 62 019 | 85,32  |  |  |  |
| Blancs et nuls | Blancs et nuls             | Blancs et nuls | 1 658  | 2,67   |  |  |  |
| Exprimés       | Exprimés                   | Exprimés       | 60 361 | 97,33  |  |  |  |

Le suppléant d'André Forens était Léon Aimé.

### Élections de 1981
| Candidat       | Candidat             | Parti              | Premier tour | Premier tour | Second tour | Second tour |  |
| Candidat       | Candidat             | Parti              | Voix         | %            | Voix        | %           |  |
| -------------- | -------------------- | ------------------ | ------------ | ------------ | ----------- | ----------- |  |
|                | André Forens sortant | UDF (CDS)          | 27 960       | 49,81        | 29 689      | 49,51       |  |
|                | Pierre Métais élu    | PS                 | 21 961       | 39,12        | 30 280      | 50,49       |  |
|                | Gérard Gréard        | PCF                | 3 565        | 6,35         |             |             |  |
|                | Yves Normand         | Divers gauche (CG) | 1 847        | 3,29         |             |             |  |
|                | André Aubineau       | PSU                | 796          | 1,42         |             |             |  |
|                |                      |                    |              |              |             |             |  |
| Inscrits       | Inscrits             | Inscrits           | 74 827       | 100,00       | 74 819      | 100,00      |  |
| Abstentions    | Abstentions          | Abstentions        | 17 942       | 23,98        | 14 204      | 18,98       |  |
| Votants        | Votants              | Votants            | 56 885       | 76,02        | 60 615      | 81,02       |  |
| Blancs et nuls | Blancs et nuls       | Blancs et nuls     | 756          | 1,33         | 646         | 1,07        |  |
| Exprimés       | Exprimés             | Exprimés           | 56 129       | 98,67        | 59 969      | 98,93       |  |

Le suppléant de Pierre Métais était Philippe Chauvin, vétérinaire.

### Élections de 1988
|                | Philippe Mestre sortant réélu | UDF (AD) (URC) | 26 524 | 53,84  |  |  |  |
|                | Philippe Puaud sortant        | PS             | 18 976 | 38,52  |  |  |  |
|                | André Migné                   | PCF            | 1 892  | 3,84   |  |  |  |
|                | Raymonde Trébuchet            | FN             | 1 872  | 3,8    |  |  |  |
|                |                               |                |        |        |  |  |  |
| Inscrits       | Inscrits                      | Inscrits       | 69 093 | 100,00 |  |  |  |
| Abstentions    | Abstentions                   | Abstentions    | 18 441 | 26,69  |  |  |  |
| Votants        | Votants                       | Votants        | 50 652 | 73,31  |  |  |  |
| Blancs et nuls | Blancs et nuls                | Blancs et nuls | 1 388  | 2,74   |  |  |  |
| Exprimés       | Exprimés                      | Exprimés       | 49 264 | 97,26  |  |  |  |

Le suppléant de Philippe Mestre était Léon Aimé.

### Élections de 1993
|                | Philippe Mestre sortant réélu | UDF (AD)       | 27 600 | 54,86  |  |  |  |
|                | Jean-Louis Berland            | PS (ADFP)      | 8 884  | 17,66  |  |  |  |
|                | Daniel Robquin                | GÉ (EÉ)        | 5 306  | 10,55  |  |  |  |
|                | Catherine Levin               | FN             | 4 244  | 8,44   |  |  |  |
|                | Jean-Claude Martineau         | PCF            | 2 267  | 4,51   |  |  |  |
|                | Marie-Flore Besnehard         | LT-LNÉ         | 2 005  | 3,99   |  |  |  |
|                |                               |                |        |        |  |  |  |
| Inscrits       | Inscrits                      | Inscrits       | 73 336 | 100,00 |  |  |  |
| Abstentions    | Abstentions                   | Abstentions    | 19 064 | 26     |  |  |  |
| Votants        | Votants                       | Votants        | 54 272 | 74     |  |  |  |
| Blancs et nuls | Blancs et nuls                | Blancs et nuls | 3 966  | 7,31   |  |  |  |
| Exprimés       | Exprimés                      | Exprimés       | 50 306 | 92,69  |  |  |  |

Le suppléant de Philippe Mestre était Léon Aimé.

### Élections de 1997
| Candidat       | Candidat               | Parti          | Premier tour | Premier tour | Second tour | Second tour |  |
| Candidat       | Candidat               | Parti          | Voix         | %            | Voix        | %           |  |
| -------------- | ---------------------- | -------------- | ------------ | ------------ | ----------- | ----------- |  |
|                | Josiane Migeon         | PS             | 12 708       | 25,28        | 23 535      | 45,08       |  |
|                | Dominique Caillaud élu | LDI            | 10 386       | 20,66        | 28 669      | 54,92       |  |
|                | Bernard Suaud          | UDF (AD)       | 10 127       | 20,15        | Retrait     | Retrait     |  |
|                | Raoul Mestre           | Divers droite  | 4 637        | 9,22         |             |             |  |
|                | Guillaume Vouzellaud   | FN             | 4 517        | 8,99         |             |             |  |
|                | Annick Tarot           | Les Verts      | 3 681        | 7,32         |             |             |  |
|                | Jean-Claude Martineau  | PCF            | 2 965        | 5,9          |             |             |  |
|                | Yvonne Péon            | LT-LNÉ         | 1 046        | 2,08         |             |             |  |
|                | Jacques Jubiniaux      | PLN            | 201          | 0,4          |             |             |  |
|                |                        |                |              |              |             |             |  |
| Inscrits       | Inscrits               | Inscrits       | 75 479       | 100,00       | 75 473      | 100,00      |  |
| Abstentions    | Abstentions            | Abstentions    | 20 941       | 27,74        | 19 635      | 26,02       |  |
| Votants        | Votants                | Votants        | 54 538       | 72,26        | 55 838      | 73,98       |  |
| Blancs et nuls | Blancs et nuls         | Blancs et nuls | 4 270        | 7,83         | 3 634       | 6,51        |  |
| Exprimés       | Exprimés               | Exprimés       | 50 268       | 92,17        | 52 204      | 93,49       |  |

Le suppléant de Dominique Caillaud était Gérard Villette, pharmacien, conseiller général du canton de Chantonnay, maire de Chantonnay.

### Élections de 2002
| Candidat       | Candidat                         | Parti             | Premier tour | Premier tour | Second tour | Second tour |  |
| Candidat       | Candidat                         | Parti             | Voix         | %            | Voix        | %           |  |
| -------------- | -------------------------------- | ----------------- | ------------ | ------------ | ----------- | ----------- |  |
|                | Dominique Caillaud sortant réélu | UMP               | 23 634       | 43,41        | 28 150      | 58,28       |  |
|                | Sylviane Bulteau                 | PS                | 15 372       | 28,23        | 20 151      | 41,72       |  |
|                | Raoul Mestre                     | Divers droite     | 4 776        | 8,77         |             |             |  |
|                | Jean-Marie Dieulangard           | FN                | 3 442        | 6,32         |             |             |  |
|                | Yann Hélary                      | Les Verts         | 1 699        | 3,12         |             |             |  |
|                | Nathalie Botton                  | CPNT              | 1 253        | 2,3          |             |             |  |
|                | Philippe Boursier                | Divers écologiste | 1 137        | 2,09         |             |             |  |
|                | Nathalie Armouet                 | PCF               | 946          | 1,74         |             |             |  |
|                | Christine Samson                 | LO                | 766          | 1,41         |             |             |  |
|                | Jean-Pierre Guglietta            | LT-LNÉ            | 548          | 1,01         |             |             |  |
|                | Patricia Pinard                  | MNR               | 456          | 0,84         |             |             |  |
|                | Martine Chaillou                 | Divers gauche     | 238          | 0,44         |             |             |  |
|                | Philippe Marchal                 | Divers écologiste | 182          | 0,33         |             |             |  |
|                |                                  |                   |              |              |             |             |  |
| Inscrits       | Inscrits                         | Inscrits          | 83 325       | 100,00       | 83 322      | 100,00      |  |
| Abstentions    | Abstentions                      | Abstentions       | 27 313       | 32,78        | 33 580      | 40,3        |  |
| Votants        | Votants                          | Votants           | 56 012       | 67,22        | 49 742      | 59,7        |  |
| Blancs et nuls | Blancs et nuls                   | Blancs et nuls    | 1 563        | 2,79         | 1 441       | 2,9         |  |
| Exprimés       | Exprimés                         | Exprimés          | 54 449       | 97,21        | 48 301      | 97,1        |  |

La suppléante de Dominique Caillaud était Danielle Loko, femme au foyer, ancien maire de La Chaize-le-Vicomte.

### Élections de 2007
| Candidat       | Candidat                         | Parti          | Premier tour | Premier tour | Second tour | Second tour |  |
| Candidat       | Candidat                         | Parti          | Voix         | %            | Voix        | %           |  |
| -------------- | -------------------------------- | -------------- | ------------ | ------------ | ----------- | ----------- |  |
|                | Dominique Caillaud sortant réélu | UMP            | 26 649       | 46,77        | 29 393      | 54,78       |  |
|                | Sylviane Bulteau                 | PS             | 16 471       | 28,9         | 24 263      | 45,22       |  |
|                | Raoul Mestre                     | UDF–MoDem      | 6 048        | 10,61        |             |             |  |
|                | Yann Hélary                      | Les Verts      | 2 023        | 3,55         |             |             |  |
|                | Georges Kouskoff                 | FN             | 1 268        | 2,23         |             |             |  |
|                | Erika Locteau                    | CPNT           | 959          | 1,68         |             |             |  |
|                | François Lagleize                | PCF            | 942          | 1,65         |             |             |  |
|                | Stéphane Guinot                  | MHAN           | 680          | 1,19         |             |             |  |
|                | Christine Samson                 | LO             | 660          | 1,16         |             |             |  |
|                | Jean-Pierre Morinière            | Divers         | 457          | 0,8          |             |             |  |
|                | Maurice Genet                    | MNR            | 441          | 0,77         |             |             |  |
|                | Robert Boinier                   | PT             | 386          | 0,68         |             |             |  |
|                | Michel Rioche                    | Divers         | 0            | 0            |             |             |  |
|                |                                  |                |              |              |             |             |  |
| Inscrits       | Inscrits                         | Inscrits       | 91 771       | 100,00       | 91 771      | 100,00      |  |
| Abstentions    | Abstentions                      | Abstentions    | 33 328       | 36,32        | 36 545      | 39,82       |  |
| Votants        | Votants                          | Votants        | 58 443       | 63,68        | 55 226      | 60,18       |  |
| Blancs et nuls | Blancs et nuls                   | Blancs et nuls | 1 459        | 2,5          | 1 570       | 2,84        |  |
| Exprimés       | Exprimés                         | Exprimés       | 56 984       | 97,5         | 53 656      | 97,16       |  |

### Élections de 2012
| Candidat                          | Candidat                       | Parti          | Premier tour | Premier tour | Second tour | Second tour |  |
| Candidat                          | Candidat                       | Parti          | Voix         | %            | Voix        | %           |  |
| --------------------------------- | ------------------------------ | -------------- | ------------ | ------------ | ----------- | ----------- |  |
|                                   | Sylviane Bulteau élue          | PS             | 22 999       | 39,06        | 29 265      | 51,79       |  |
|                                   | Dominique Caillaud sortant     | UMP            | 20 190       | 34,29        | 27 241      | 48,21       |  |
|                                   | Brigitte Neveux                | FN             | 6 024        | 10,23        |             |             |  |
|                                   | Raoul Mestre                   | Divers droite  | 3 358        | 5,70         |             |             |  |
|                                   | Jocelyn Abjean                 | FG (PCF)       | 2 125        | 3,61         |             |             |  |
|                                   | Marie-Yannick Brizar Le Borgne | EÉLV           | 1 488        | 2,53         |             |             |  |
|                                   | Françoise Fontenaille          | MoDem          | 831          | 1,41         |             |             |  |
|                                   | Caroline Rouillier             | PCD            | 532          | 0,90         |             |             |  |
|                                   | Jean-Michel Sinet              | DLR            | 495          | 0,84         |             |             |  |
|                                   | Catherine Mindren              | MÉI            | 369          | 0,63         |             |             |  |
|                                   | Patrick Fournier               | NPA            | 267          | 0,45         |             |             |  |
|                                   | Christine Samson               | LO             | 205          | 0,35         |             |             |  |
|                                   |                                |                |              |              |             |             |  |
| Inscrits                          | Inscrits                       | Inscrits       | 97 865       | 100,00       | 97 864      | 100,00      |  |
| Abstentions                       | Abstentions                    | Abstentions    | 37 477       | 38,29        | 39 405      | 40,27       |  |
| Votants                           | Votants                        | Votants        | 60 388       | 61,71        | 58 459      | 59,73       |  |
| Blancs et nuls                    | Blancs et nuls                 | Blancs et nuls | 1 505        | 2,49         | 1 953       | 3,34        |  |
| Exprimés                          | Exprimés                       | Exprimés       | 58 883       | 97,51        | 56 506      | 96,66       |  |
| Source : Ministère de l'Intérieur |                                |                |              |              |             |             |  |

### Élections de 2017
|                                                                           |                                                               |                           |                           |                          |                          |
|                                                                           |                                                               | Premier tour 11 juin 2017 | Premier tour 11 juin 2017 | Second tour 18 juin 2017 | Second tour 18 juin 2017 |
|                                                                           |                                                               |                           |                           |                          |                          |
|                                                                           |                                                               | Nombre                    | % des inscrits            | Nombre                   | % des inscrits           |
| Inscrits                                                                  | Inscrits                                                      | 103 484                   | 100,00                    | 103 480                  | 100,00                   |
| Abstentions                                                               | Abstentions                                                   | 48 473                    | 46,84                     | 58 437                   | 56,47                    |
| Votants                                                                   | Votants                                                       | 55 011                    | 53,16                     | 45 043                   | 43,53                    |
|                                                                           |                                                               |                           | % des votants             |                          | % des votants            |
| Bulletins blancs                                                          | Bulletins blancs                                              | 889                       | 1,62                      | 3 461                    | 7,68                     |
| Bulletins nuls                                                            | Bulletins nuls                                                | 455                       | 0,83                      | 1 721                    | 3,82                     |
| Suffrages exprimés                                                        | Suffrages exprimés                                            | 53 667                    | 97,56                     | 39 861                   | 88,50                    |
|                                                                           |                                                               |                           |                           |                          |                          |
| Étiquette politique                                                       | Étiquette politique                                           | Voix                      | % des exprimés            | Voix                     | % des exprimés           |
|                                                                           |                                                               |                           |                           |                          |                          |
|                                                                           | Patricia Gallerneau Mouvement démocrate                       | 19 405                    | 36,16                     | 23 748                   | 59,58                    |
|                                                                           | Béatrice Bellamy Les Républicains                             | 8 957                     | 16,69                     | 16 113                   | 40,42                    |
|                                                                           | Sylviane Bulteau (députée sortante) Parti socialiste          | 6 425                     | 11,97                     |                          |                          |
|                                                                           | Gabriel de Chabot Front national                              | 6 012                     | 11,20                     |                          |                          |
|                                                                           | Dominique Chevolleau La France insoumise                      | 5 329                     | 9,93                      |                          |                          |
|                                                                           | Raoul Mestre Divers droite                                    | 3 077                     | 5,73                      |                          |                          |
|                                                                           | Michel Raynaud Europe Écologie Les Verts                      | 1 889                     | 3,52                      |                          |                          |
|                                                                           | Viviane Chanteloup Debout la France                           | 932                       | 1,74                      |                          |                          |
|                                                                           | Laurence Chusseau Parti communiste français (Front de gauche) | 721                       | 1,34                      |                          |                          |
|                                                                           | Françoise Guyonnet Lutte ouvrière                             | 342                       | 0,64                      |                          |                          |
|                                                                           | Cyril Dougados Divers droite (Parti chrétien-démocrate)       | 295                       | 0,55                      |                          |                          |
|                                                                           | Laurence Leva Divers (Union populaire républicaine)           | 283                       | 0,53                      |                          |                          |
| Source : Ministère de l'Intérieur - Deuxième circonscription de la Vendée |                                                               |                           |                           |                          |                          |

### Élections de 2022
| Résultats des élections législatives des 12 et 19 juin 2022 de la 2e circonscription de Vendée |                           |                          |              |              |             |             |
| Candidat                                                                                       | Candidat                  | Parti et coalition       | Premier tour | Premier tour | Second tour | Second tour |
| Candidat                                                                                       | Candidat                  | Parti et coalition       | Voix         | %            | Voix        | %           |
|                                                                                                | Béatrice Bellamy          | H (ENS)                  | 14 334       | 25,97        | 28 722      | 58,42       |
|                                                                                                | Nicolas Hélary            | LFI (NUPES)              | 12 053       | 21,84        | 20 441      | 41,58       |
|                                                                                                | Franck Laloue             | RN                       | 9 665        | 17,51        |             |             |
|                                                                                                | Maxence de Rugy           | LR (UDC)                 | 9 572        | 17,34        |             |             |
|                                                                                                | Ninon Gréau               | V                        | 2 568        | 4,65         |             |             |
|                                                                                                | Patrick Loiseau           | LREM diss.               | 2 195        | 3,98         |             |             |
|                                                                                                | Brigitte Neveux           | REC                      | 2 157        | 3,91         |             |             |
|                                                                                                | Sophie Orizet-Vieillefond | LMR                      | 701          | 1,27         |             |             |
|                                                                                                | Sophie Carpentier         | LP (UPF)                 | 687          | 1,24         |             |             |
|                                                                                                | Sophie Barillot           | LO                       | 456          | 0.83         |             |             |
|                                                                                                | Jérôme Marchand           | PA                       | 433          | 0,78         |             |             |
|                                                                                                | Benoit Jamonneau          | SP (LRDP)                | 306          | 0,55         |             |             |
|                                                                                                | Célia Ghouali             | PP                       | 73           | 0,13         |             |             |
| Votes valides                                                                                  | Votes valides             | Votes valides            | 55 200       | 97,46        | 49 163      | 91,10       |
| Votes blancs                                                                                   | Votes blancs              | Votes blancs             | 1 017        | 1,80         | 3 201       | 5,93        |
| Votes nuls                                                                                     | Votes nuls                | Votes nuls               | 424          | 0,75         | 1 604       | 2,97        |
| Total                                                                                          | Total                     | Total                    | 56 641       | 100          | 53 968      | 100         |
| Abstention                                                                                     | Abstention                | Abstention               | 55 519       | 49,50        | 58 204      | 51,89       |
| Inscrits / participation                                                                       | Inscrits / participation  | Inscrits / participation | 112 160      | 50,50        | 112 172     | 48,11       |

### Élections anticipées de 2024
| Résultats des élections législatives des 30 juin et 7 juillet de la 2e circonscription de Vendée |                          |                          |              |              |             |             |
| Candidat                                                                                         | Candidat                 | Parti et coalition       | Premier tour | Premier tour | Second tour | Second tour |
| Candidat                                                                                         | Candidat                 | Parti et coalition       | Voix         | %            | Voix        | %           |
|                                                                                                  | Béatrice Bellamy         | H (ENS)                  | 30 262       | 38,74        | 46 240      | 60,23       |
|                                                                                                  | Marie-Christine Ebran    | RN                       | 28 538       | 36,53        | 30 537      | 39,77       |
|                                                                                                  | Nicolas Hélary           | LFI (NFP)                | 18 234       | 23,34        | Retrait     | Retrait     |
|                                                                                                  | Sophie Barillot          | LO                       | 1 081        | 1,38         |             |             |
| Votes valides                                                                                    | Votes valides            | Votes valides            | 78 115       | 96,90        | 76 777      | 95,24       |
| Votes blancs                                                                                     | Votes blancs             | Votes blancs             | 1 703        | 2,11         | 2 768       | 3,43        |
| Votes nuls                                                                                       | Votes nuls               | Votes nuls               | 792          | 0,98         | 1 069       | 1,33        |
| Total                                                                                            | Total                    | Total                    | 80 610       | 100          | 80 614      | 100         |
| Abstention                                                                                       | Abstention               | Abstention               | 33 474       | 29,34        | 33 483      | 29,35       |
| Inscrits / participation                                                                         | Inscrits / participation | Inscrits / participation | 114 084      | 70,66        | 114 097     | 70,65       |